# Madurkay Miklós
Madurkay Miklós (Bagota, 1854. december 4. – Komárom, 1923. február 18.) katolikus plébános.

## Élete
Madurkay Ferenc iparos és Stvreteczki Anna gyermeke.
Esztergomban tanult teológiát.
1881. június 29-én szentelték pappá. 1881-ben Ipolynyéken, 1883-ban Selmecbányán és Nagyölveden, 1884-ben Pozsony-Virágvölgyben volt káplán. 1883-ban Barsfüssön, 1884-ben Stomfán, 1885-től Csatajon adminisztrátor, majd 1886-1903 között plébános. 1903-1916 között Vágkeresztúron, 1916-1921 között Komáromban volt plébános. 1921-től haláláig Bagotán élt nyugalomban.
A Szent András templomban ravatalozták fel, majd Bagotán temették el.
Kőrösy Józsefnek szolgáltathatott adatokat A Felvidék eltótosodása című munkájához. A komáromi gimnáziumi Segítő Egyesület igazgató választmányának tagja.